# Michael Thamm
Michael Thamm (Dresda, 28 aprile 1963) è un dirigente d'azienda tedesco.

## Carriera
Thamm ha studiato economia aziendale con un focus sul mondo armatoriale. Nel 1985 inizia la sua carriera con la Deutsche Seereederei (DSR) di Rostock, compagnia di navigazione statale dell’allora Germania Est (RDT), fondata nel 1952. 
Dopo aver ricoperto vari ruoli è quindi passato al settore delle crociere nel 1993 e, in qualità di vicepresidente alle operazioni, è stato responsabile della creazione e dello sviluppo di AIDA Cruises, passandone alla guida nel giugno 2004. 
Dal 1º luglio 2012 sostituisce Pier Luigi Foschi diventando amministratore delegato di Costa Crociere e rimanendo responsabile anche delle società sussidiarie controllate dal Gruppo: AIDA Cruises, specificatamente rivolta al solo mercato tedesco e Ibero Cruceros per quello spagnolo, compagnia quest’ultima dismessa nel 2014, divenendo, da gennaio 2017, amministratore delegato anche di Carnival Asia.
Il 30 gennaio 2019 Thamm viene eletto presidente di CLIA Europe, l'associazione di categoria che rappresenta gli interessi delle compagnie crocieristiche europee. 
Durante la pandemia di Covid19, che ha avuto forti ripercussioni nei settori turistico e crocieristico, il 9 luglio 2020, in una più ampia ottica di riorganizzazione del gruppo Carnival, Michael Thamm assume anche il ruolo di direttore generale prendendo così anche il timone del marchio continuando a mantenere la carica di amministratore delegato, e andando a sostituire Neil Palomba, nominato vice presidente esecutivo e direttore operativo di Carnival Cruise Line, e venendo affiancato da Mario Zanetti, già direttore generale di Costa Asia che, mantenendo tale ruolo, viene contestualmente nominato anche direttore commerciale di Costa Crociere.  Ad aprile 2023 lascia gli incarichi in Costa Crociere.